# Turó de les Mates
El Turó de les Mates és una muntanya de 268 metres que es troba al municipi de Sant Sadurní d'Anoia, a la comarca de l'Alt Penedès.